# Gamle Rasmus med "de onde øjne"
Gamle Rasmus med "de onde øjne" er en dansk dokumentarisk optagelse fra 1927.

## Handling
Gamle Rasmus fra Drejø, som menes at have "onde øjne" og kunne forgøre. Optagelsen er lavet af museumsinspektør Kai Uldall (1890-1988), som meget tidligt arbejdede med filmmediet som kulturhistorisk dokumentation.